# Мерл рудочеревий
Мерл рудочеревий (Lamprotornis pulcher) — вид горобцеподібних птахів родини шпакових (Sturnidae). Мешкає в регіоні Африканського Сахелю.

## Опис
Довжина птаха становить 20 см, вага 59-74 г. Тім'я коричневе, верхня частина тіла бронзово-зелена, хвіст синьо-зелений. Обличчя темно-коричневе, щоки і скроні більш світлі. Підборіддя і груди бронзово-зелені, живіт, боки, гузка і нижня сторона хвоста рудувато-коричнева. Крила синьо-зелені. Загалом оперення на голові, верхній частині тіла, горлі і грудях має характерний райдужний металевий відблиск. Очі білуваті або жовтувато-білі, дзьоб і лапи чорні.

## Поширення і екологія
Рудочереві мерли мешкають в Мавританії, Сенегалі, Гамбії, Малі, Буркіна-Фасо, Гані, Того, Беніні, Нігері, Нігерії, Камеруні, Чаді, Судані, Південному Судані, Еритреї і Ефіопії. Вони живуть в акацієвих саванах і сухих чагарникових заростях, трапляються поблизу людських поселень. Зустрічаються зграйками від 10 до 30 птахів, іноді до 50 птахів. На Ефіопському нагір'ї зустрічаються на висоті до 2440 м над рівнем моря.
Рудочереві мерли живляться мурахами, термітами, жуками, кониками та іншими комахами, а також черв'яками, яких шукать на землі. Крім того, вони живляться плодами дерева нім, дубової омели (Loranthus), лантана (Lantana) і сальвадори, а також іншими плодами і насінням акацій.
Гніздування у рудочеревих мерлів відбуається переважно з лютого по листопад, його початок різниться в залежності від регіону. Птахи гніздяться на колючих деревах і в чагарниках, зокрема на акаціях, Balanites aegyptiaca і Ziziphus mauritiana, на висоті від 1,5 до 5 м над землею. В кладці від 3 до 5 синьо-зелених яєць, поцяткованих червонувато-коричневими і пурпуровими плямками, розміром 25×18 мм. Інкубаційний період триває 13-18 днів, пташенята покидають гніздо через 18-25 днів після вилуплення. Рудочеревим мерлам притаманний колективний догляд за пташенятами, коли гніздовій парі допомагає до 13 птахів-помічників.